# Tekla (artist)
Tekla, egentligen Åsa Pernilla Sternäng, född 4 mars 1969 i Helsingborg, är en svensk sångerska och låtskrivare. 
Tekla gjorde sommaren 1993 en sommarturné, Visor & Rosor, tillsammans med Mikael Wiehe, Björn Afzelius och Monica Zetterlund. Hon debuterade 1992 och har givit ut fyra album, det senaste år 2000.

## Diskografi
Album
- Oranga blad (1992)
- Tekla (1994)
- Cactuses (1996)
- Somebody Else (2000)

## Fotnoter
1. ↑  Lena Sjöberg, "Tekla bubblar av låtar - jämt!!!", Musik och musiker, 1992:4